# Hauterive (Orne)
Hauterive ist eine französische Gemeinde mit 459 Einwohnern (Stand: 1. Januar 2022) im Département Orne in der Normandie. Sie gehört zum Arrondissement Alençon und zum Kanton Écouves.

## Geografie
Die Gemeinde Hauterive liegt an der Mündung der Vézone in die obere Sarthe, die hier die Grenze zum Département Sarthe markiert, neun Kilometer nordöstlich von Alençon im Regionalen Naturpark Normandie-Maine. Nachbargemeinden von Hauterive sind Neuilly-le-Bisson im Norden, Les Ventes-de-Bourse (Berührungspunkt) im Nordosten, Le Ménil-Broût im Osten, Villeneuve-en-Perseigne im Süden, Semallé im Südwesten, Larré im Westen sowie Ménil-Erreux im Nordwesten. Durch die Gemeinde Hauterive führt die autobahnartig ausgebaute Route nationale 12.

## Bevölkerungsentwicklung
| Jahr                       | 1962 | 1968 | 1975 | 1982 | 1990 | 1999 | 2006 | 2013 | 2021 |
| -------------------------- | ---- | ---- | ---- | ---- | ---- | ---- | ---- | ---- | ---- |
| Einwohner                  | 320  | 315  | 309  | 343  | 346  | 374  | 457  | 491  | 462  |
| Quellen: Cassini und INSEE |      |      |      |      |      |      |      |      |      |

## Sehenswürdigkeiten
- Château des Loges, im 17. Jahrhundert erbautes Schloss, Monument historique seit 1995
- Kirche Saint-Martin
- Wasserturm

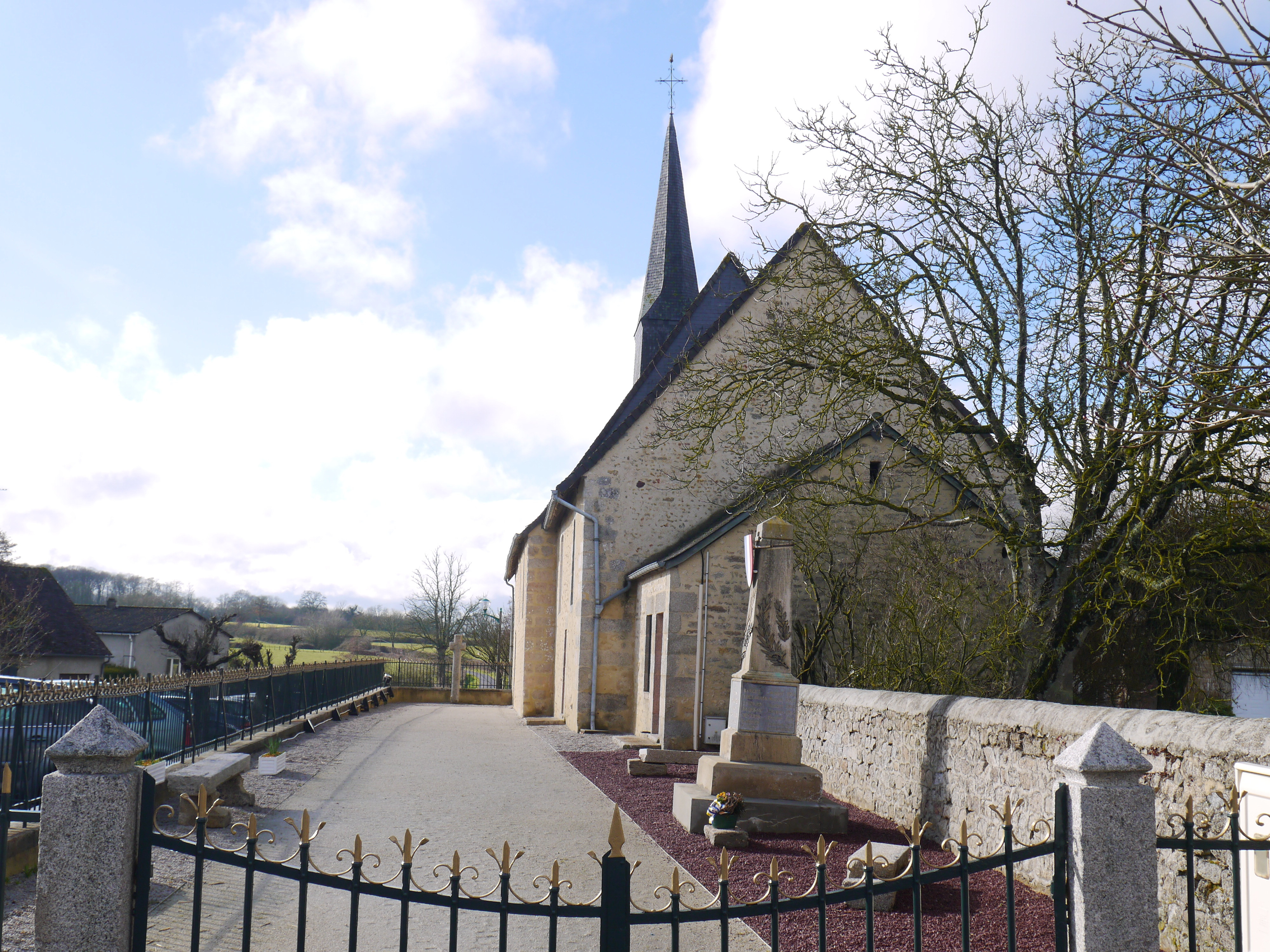
Kirche Saint-Martin und Kriegerdenkmal
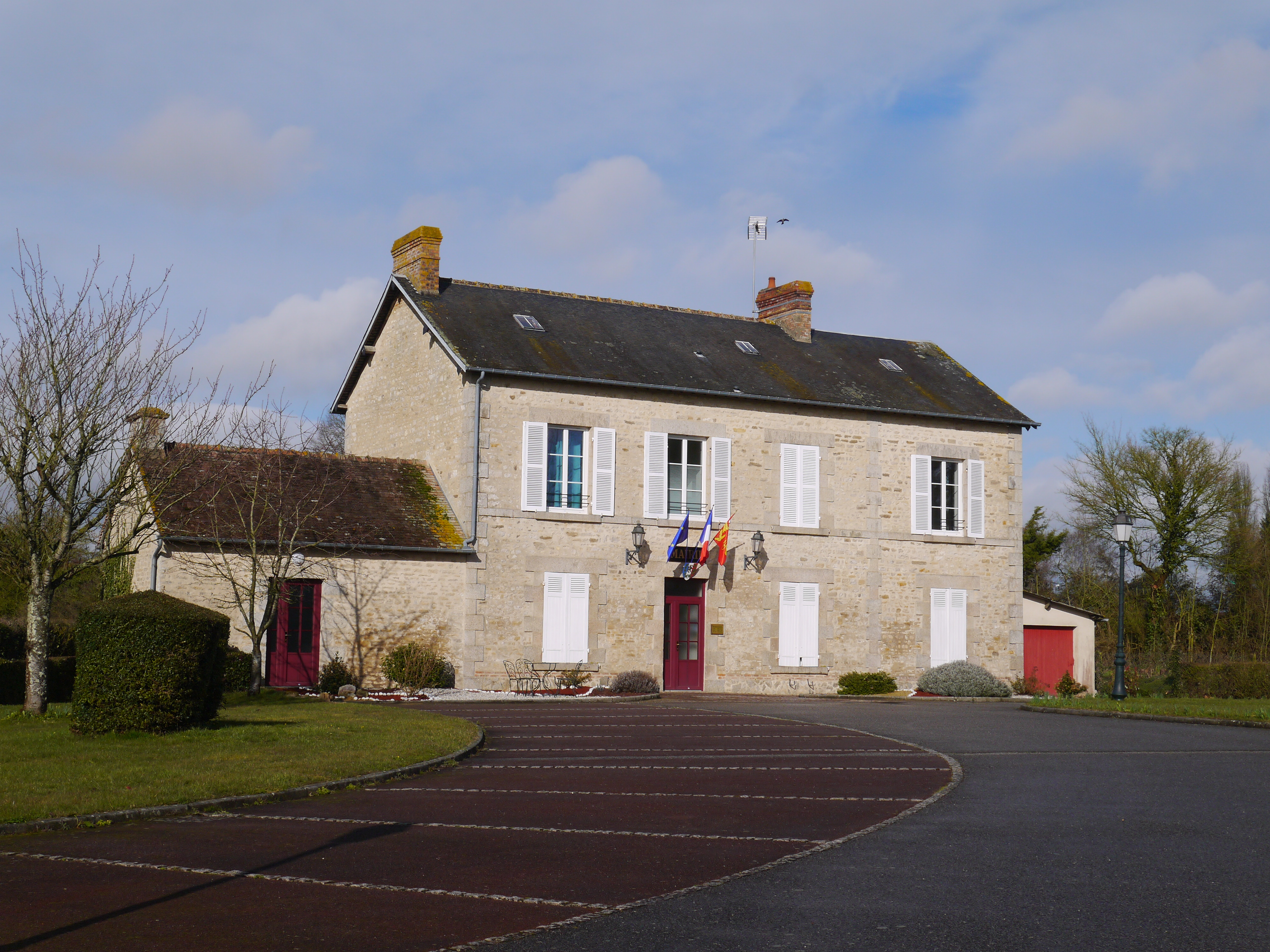
Mairie Hauterive